# Alan Thompson
Alan Thompson (n. 14 iunie 1959, Gisborne, Gisborne District⁠(d), Noua Zeelandă) este un caiacist ce a reprezentat Noua Zeelandă, medaliat olimpic. A participat la 3 ediții ale Jocurilor Olimpice (1980, 1984, 1988) în care a câștigat două medalii de aur.